# Elisabetta Curridori
Elisabetta Curridori (* 8. Juni 1991 in Villacidro) ist eine italienische Duathletin und Triathletin. Sie ist mehrfache italienische Meisterin (2018) und wird als Führende geführt in der Bestenliste italienischer Triathletinnen auf der Ironman-Distanz.

## Werdegang
Elisabetta Curridori kam 2004 zum Triathlon.
Im April 2018 wurde sie Italienische Meisterin auf der Duathlon-Kurzdistanz und im Juni auch Italienische Meisterin Triathlon-Mitteldistanz.
Im Dezember 2020 belegte sie in Florida bei den PTO Professional Triathletes Organisation World Championships den neunten Rang.
2021 wurde sie Vierte bei der ITU-Weltmeisterschaft auf der Triathlon-Langdistanz.
2024 qualifizierte sich die 32-jährige Sardin im Juni mit dem neunten Platz im Ironman Hamburg (Ironman European Championships) für einen Startplatz bei den Ironman World Championships in Nizza.

## Sportliche Erfolge
| Datum/Jahr    | Platz | Wettbewerb                                           | Austragungsort | Zeit     | Bemerkung                                                                                                |
| ------------- | ----- | ---------------------------------------------------- | -------------- | -------- | --- |
| 19. Okt. 2024 | 8     | Challenge Mallorca                                   | Peguera        | 04:24:10 | hinter Alanis Siffert                                                                                    |
| 11. Mai 2024  | 6     | Ironman 70.3 Mallorca                                | Alcúdia        | 04:26:48 | hinter der Britin Emma Pallant-Browne                                                                    |
| 18. Sep. 2023 | 8     | Ironman 70.3 Knokke-Heist                            | Knokke-Heist   | 04:18:16 | |
| 3. Sep. 2023  | 2     | Ironman 70.3 Poznań                                  | Poznań         |          | hinter der Deutschen Leonie Konczalla                                                                    |
| 18. März 2023 | 3     | Ironman 70.3 Lanzarote                               | Lanzarote      | 04:36:42 | hinter Anne Haug                                                                                         |
| 6. Dez. 2020  | 9     | PTO Championship 2020                                | Daytona Beach  | 03:35:07 | PTO-Weltmeisterschaft im Rahmen der Challenge Daytona (2 km Schwimmen, 80 km Radfahren und 18 km Laufen) |
| 18. Mai 2019  | 1     | Challenge Lisboa                                     | Lissabon       | 04:16:00 | |
| 8. Mai 2019   | 1     | Challenge Riccione                                   | Riccione       | 04:25:04 | [ 3 ] |
| 3. Juni 2018  | 1     | ITA Middle Distance Triathlon National Championships | Lovere         | 04:32:23 | Staatsmeisterschaft auf der Mitteldistanz                                                                |

| Datum/Jahr    | Platz | Wettbewerb                                      | Austragungsort    | Zeit     | Bemerkung                                                                   |
| ------------- | ----- | ----------------------------------------------- | ----------------- | -------- | --------------------------------------------------------------------------- |
| 2. Juni 2024  | 9     | Ironman Hamburg                                 | Hamburg           | 08:40:03 | Ironman European Championship; persönliche Bestzeit auf der Ironman-Distanz |
| 21. Mai 2022  | 3     | Ironman Lanzarote                               | Puerto del Carmen | 10:02:52 | hinter Lydia Dant und Els Visser; qualifiziert für den Ironman Hawaii       |
| 12. Sep. 2021 | 4     | ITU Long Distance Triathlon World Championships | Almere            | 08:41:08 | Weltmeisterschaft auf der Triathlon-Langdistanz                             |

| Datum/Jahr    | Platz | Wettbewerb   | Austragungsort | Zeit     | Bemerkung |
| ------------- | ----- | ------------ | -------------- | -------- | --------- |
| 12. Apr. 2025 | 1     | Xterra Malta | Malta          | 02:02:33 |           |

| Datum/Jahr   | Platz | Wettbewerb                          | Austragungsort   | Zeit     | Bemerkung                       |
| ------------ | ----- | ----------------------------------- | ---------------- | -------- | ------------------------------- |
| 8. Apr. 2018 | 1     | ITA Duathlon National Championships | Quinzano d’Oglio | 02:02:33 | Italienische Meisterin Duathlon |

(DNF – Did Not Finish)
Elisabetta Curridori lebt in ihrem Geburtsort Villacidro.